# 大流士战机Twin
《大流士战机Twin》是一款由太东制作和发行的横向卷轴射击游戏。本游戏是属于大流士战机系列的一部分。游戏于1991年在超级任天堂上发行。
尽管与街机游戏《大流士战机》类似，大流士战机Twin仍有一些不同的特征。最为突出的是能量块。
游戏故事发生在《大流士战机II》之后，Proco和Tiat得知Belser已经进入太空，马上返回Orga星球以期望告知人们。